# Sigurd Müller

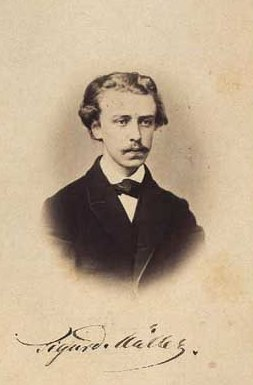
Sigurd Müller, Porträt von Budtz Müller

Sigurd Hjorth Müller (geboren am 21. Dezember 1844 in Snedsted, Thisted; gestorben am 2. Dezember 1918 in Frederiksberg) war ein dänischer Autor, Kunst- und Literaturhistoriker sowie Lehrer an Schulen in Kopenhagen und Kolding.

## Leben
Müller war der Sohn von Ludvig Christian Müller (1806–1851) und dessen Frau Hanne Henriette (geborene Hjorth, 1814–1898). Er besuchte zunächst bis 1863 die Lateinschule (Katedralskole) in Roskilde und begann im Anschluss Medizin zu studieren. Während dieser Zeit wurde er von dem Landschaftsmaler Thorald Læssøe zu einer Reise nach Italien eingeladen. Er weilte rund acht Monate dort und brach nach seiner Rückkehr das Medizinstudium ab. 1872 nahm er an der „Meisterkonferenz für Ästhetik“ teil und arbeitete als Lehrer für Dänisch an einer Schule in Kopenhagen. Von 1886 bis 1901 war er Rektor an der Lateinschule in Kolding. Er wohnte am Strandboulevarden Nr. 27 in Kopenhagen.
Müllers erste Veröffentlichung war eine Gedichtsammlung, die 1867 erschien, es folgten Übersetzungen und kunsthistorische Beiträge in Zeitschriften wie dem Morgenbladet, dem Dagbladet und der Illustreret Tidende. Er verfasste auch biografische Beiträge für das Dansk biografisk leksikon, unter anderem über den Maler Carl Ludvig Thilson Locher, für das  Salmonsens Konversationsleksikon und andere Werke.
Familie

Er war seit dem 6. April 1874 Maria Louise (geborene Biering, 1844–1908) verheiratet. Sie war die Tochter des Assistenzprofessors Christian Henrik Biering (1813–1846) und dessen Frau Maria Louise (geborene Sack, 1814–1845). Sie hatten einen Sohn Paul Læsøe Müller.

## Schriften (Auswahl)
- Omrids af verdensliteraturens historie. J. H. Schubothes Boghandel, Kopenhagen 1881, OCLC 35146241 (dänisch).
- Nyere Dansk malerkunst et billedvaerk. J.C. Stochholm, Kopenhagen 1884 (kb.dk [PDF; 332,2 MB]).
- Thorvaldsen. Hans lif og hans værker. Kopenhagen 1891 (dänisch, runeberg.org).
- Kortfattet dansk litteraturhistorie til brug i skole og hjem. I. H. Schubothes boghandel, Kopenhagen 1893 (dänisch, archive.org).
- Holberg og hans samtid: et afsnit af den danske litteraturs historie. det Schubotheske forlag, Kopenhagen 1897 (dänisch, archive.org).

Als Übersetzer
- Wilhelm Hegeler: Lutrende Flammer. Kopenhagen, Oslo 1907 (deutsch: Flammen. 1905.).
- Hugo Bertsch: Broder og Søster. Gyldendalske boghandel, Nordisk forlag, Kopenhagen, Oslo 1908 (deutsch: Die Geschwister. 1902.).